# Municipio de Wheeler (condado de Lyon)
El municipio de Wheeler (en inglés: Wheeler Township) es un municipio ubicado en el condado de Lyon en el estado estadounidense de Iowa. En el año 2010 tenía una población de 1157 habitantes y una densidad poblacional de 12,39 personas por km².

## Geografía
El municipio de Wheeler se encuentra ubicado en las coordenadas 43°18′8″N 96°2′19″O / 43.30222, -96.03861. Según la Oficina del Censo de los Estados Unidos, el municipio tiene una superficie total de 93.38 km², de la cual 93,38 km² corresponden a tierra firme y (0 %) 0 km² es agua.

## Demografía
Según el censo de 2010, había 1157 personas residiendo en el municipio de Wheeler. La densidad de población era de 12,39 hab./km². De los 1157 habitantes, el municipio de Wheeler estaba compuesto por el 97,49 % blancos, el 0,17 % eran afroamericanos, el 0,09 % eran amerindios, el 0,86 % eran asiáticos, el 0,61 % eran de otras razas y el 0,78 % eran de una mezcla de razas. Del total de la población el 2,59 % eran hispanos o latinos de cualquier raza.